# DHMO
DHMO（ディー・エイチ・エム・オー、英: dihydrogen monoxide）とは、化学式 H2O で表される水素と酸素の化合物であり、すなわち水をIUPAC命名法により言い換えたものである。DHMOを同じ命名法に従って日本語で表現した場合は一酸化二水素になる。

一酸化二水素は、2つの水素原子と1つの酸素原子からなる水分子の名前である（H2O)

これは水であることを敢えて分かりにくくして危険な化学物質であるかのように錯覚させるため、元素の構成に基づく化合物名として表現したものである。科学論文などでこの表現が使われることはまずなく、心理実験や科学ジョークのひとつとして使われる。

## 概要

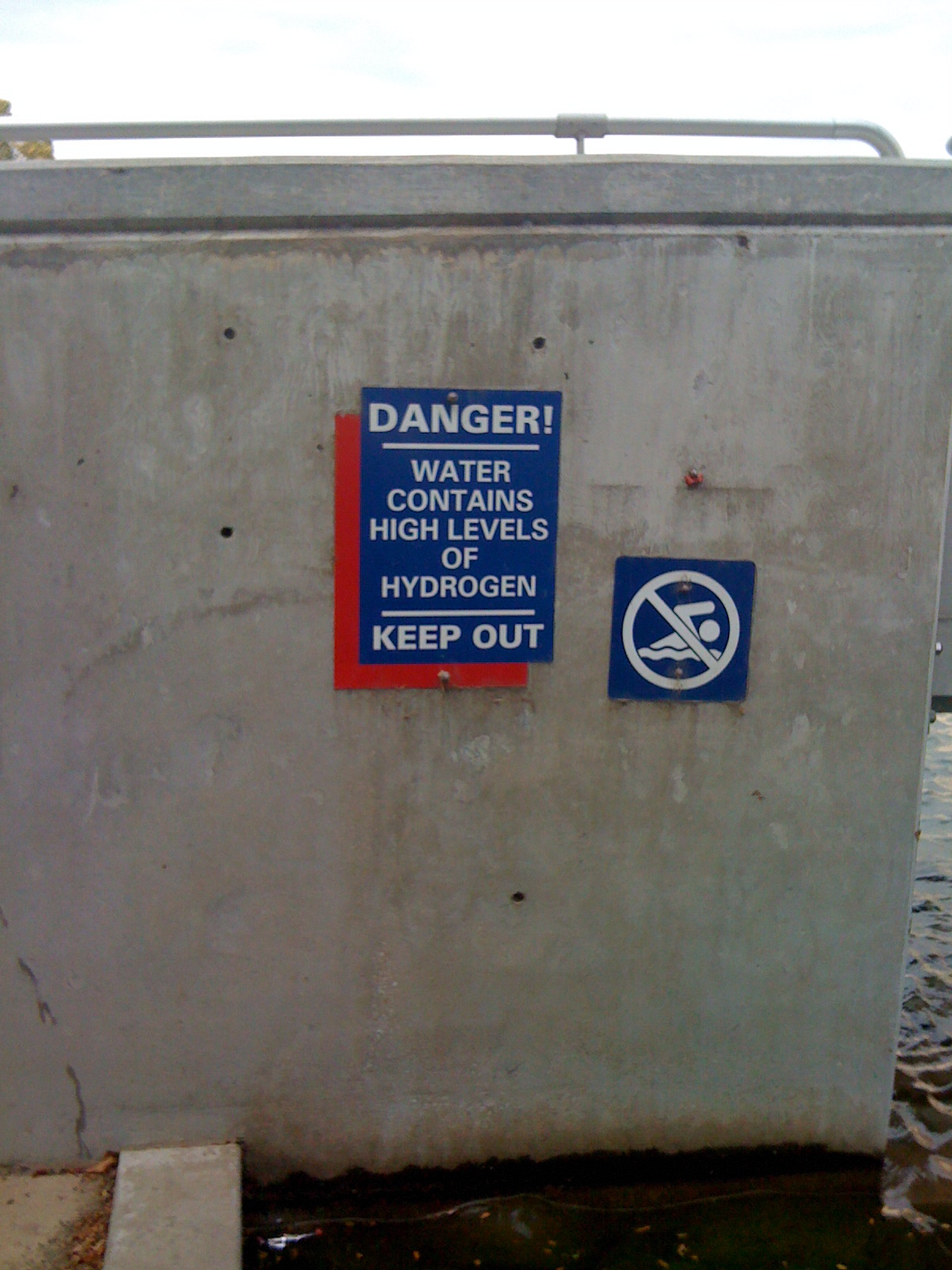
皮肉な警告標識「危険！水には高濃度の水素が含まれています。立入禁止」（ケンタッキー州、ルイビル）

DHMOのジョークが初めて登場したのは、Durand Express紙が1983年に掲載したエイプリルフール記事であったという。その中では、DHMOは「水道管で発見された」「気化ガスを吸い込むと水ぶくれができる」というシンプルな説明のみがなされ、記事の末尾において種明かしがされたという。
その後、インターネットの普及と共にDHMOジョークも人口に膾炙していき、1990年にはアメリカのカリフォルニア大学サンタクルーズ校でルームメイトのエリック・レヒナーとラース・ノーフェン、マシュー・カウフマンらがDHMOの危険性を主張する記事をインターネット上に掲載した。1994年には、同校の学生のクレイグ・ジャクソンが、The Coalition to Ban DHMO（DHMO を禁止する会）なる団体を立ち上げると共に、世界で初めてDHMOのジョークサイト「DHMO.org」を開設した。
1997年にアイダホ州で14歳の中学生ネイサン・ゾナーが実施した、「人間はいかにだまされやすいか?」（英: How Gullible Are We?）の調査に用いられてDHMOは広く知られた。この調査では、同級生50人を対象に「DHMOは、水酸の一種であり、常温で液体の物質である」「DHMOは、溶媒や冷媒などによく用いられる」など被験者にとって非日常的な科学技術用語を用いて水を解説し、毒性や性質について否定的かつ感情的な言葉で説明を加えたのち、「この物質は法で規制すべきか」と質問した。結果は43人が賛成、6人が回答を留保、DHMOが水であることを見抜いたのは1人であった。ゾナーの研究は、イーグルロックの科学博覧会から賞を与えられた。
のちにインターネット上でDHMOの危険性をもっともらしく訴えるウェブサイトが数多く作成され、2003年にカリフォルニア州のアリソ・ビエホ市の議会で、ウェブサイトのジョークを真に受けた担当者らがDHMO規制の決議を試みたが、DHMOがジョークと判明して採決は中止された。
2013年にフロリダ州のラジオ局がエイプリルフールのジョーク企画で、水道管に満たされているDHMOの危険性について放送すると、水道局に問合せが殺到し、ラジオ局は謝罪して番組のディスクジョッキー2人を無期限謹慎処分とした。
日本でも、小学5年生の児童39名を対象にDHMOの危険性を説明し、規制すべきかを問うた研究（孕石泰孝 2014）があり、その中では6割の被験者が「規制すべき」との意見を述べた。また、2021年には、日本の大学生を対象に、DHMOに加えて、アルコールを「エチルハイドレート」、塩を「ソディウムクロライド」、カフェインを「1,3,7-トリメチルキサンチン」、砂糖を「スクロース」と呼称したうえで、グループごとに与えるネガティブな情報の量と内容を変化させ、規制すべきかを尋ねる実験が行われたところ、一般的な名称が用いられたグループと比較して、「規制すべき」という意見が統計的に有意に多くなった。すなわち、「1) 耳なじみのない名称で呼び，さらに，2) その物質の持つネガティブな性質を限定的に提示すること」により、人はその物質を「規制すべき」と捉えてしまう現象が生じることが科学的に確認された。

## DHMOの解説例

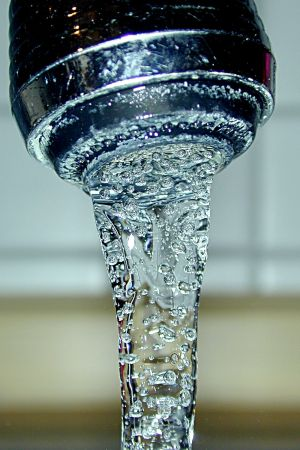
液体状の一酸化二水素

DHMOの解説は、視点をかなり限定した水の性質を並列し、聞き手に否定的な印象を与えるように工夫されている。
クレイグ・ジャクソンが世界初のDHMOサイトに掲載したジョークを下記する。原文は英語である点に注意。
溺死を「吸引すると死亡する」と表現した文言などが加えられることもある。これらは全て真実だが、一読では対象が水であることを見抜けず、危険な物質で規制すべきと容易に誤解される。